# 안나흘
안나흘은 꾸란의 제 16번째 장 제목으로, 메카에서 계시되었으며 그 장은 총 128구절로 이루어져 있다. 본 장은 하나님이 부여한 자연의 섭리를 설명하는 게 특징이다.
본문의 14절 내용 중 일부(그분께서 바다를 두시매 너희가 그로하여 신선한 생선을 먹도록 하셨고 그로부터 너희가 걸칠 장식품을 얻도록 하였으며~)와 그 해석에 따르면 진주와 산호 등의 키워드가 나온다. 그 부분엔 바다의 자원으로 액세서리 추출을 가능케 한 것이 주님이라고 기록되어 있다.
또한, 그 절의 내용을 이어서 읽다보면 '파도를 일고 가는 배'가 언급이 되는데 그것은 해석에 여객기와 화물선이라고 한다. 그 절처럼 이 장의 전반은 신이 자연 세계를 창조했을 뿐 아니라 인간의 인공물 개발을 유도했다고 무슬림들에게 암시하고 있다.
| 이 전 알 히즈르 | 수라 16 (아랍어 원문) | 다 음 알 이스라 |
| 1 2 3 4 5 6 7 8 9 10 11 12 13 14 15 16 17 18 19 20 21 22 23 24 25 26 27 28 29 30 31 32 33 34 35 36 37 38 39 40 41 42 43 44 45 46 47 48 49 50 51 52 53 54 55 56 57 58 59 60 61 62 63 64 65 66 67 68 69 70 71 72 73 74 75 76 77 78 79 80 81 82 83 84 85 86 87 88 89 90 91 92 93 94 95 96 97 98 99 100 101 102 103 104 105 106 107 108 109 110 111 112 113 114 |                       |                 |